# Saltonský prolom
Saltonský prolom (anglicky  Salton Trough nebo Salton Sink) je hluboká příkopová propadlina na jihovýchodě Kalifornie, ve Spojených státech amerických. Je propojena s poruchovou zónou Sanandreaským zlomem. Oblast se nachází v Koloradské poušti, která je součástí Sonorské pouště. V centru propadliny se nachází jezero Salton Sea.

## Charakteristika
Část prolomu o délce 136 kilometrů a šířce 45 kilometrů leží pod úrovní hladiny moře. Nejnižší část leží -83 metrů pod mořem.

## Historie a současnost
Jezero se v této oblasti nacházelo již v pleistocénu. Později vyschlo. Ale záplavy řeky Colorado zde opakovaně vytvářely jezera nová. Doložený je vznik jezer z let 1862 (délka 95 km, šířka 50 km), 1884, 1891 (délka 50 km, šířka 15 km).
Současné Salton Sea vzniklo v roce 1905. Dalšímu většímu rozšiřování jezera zabránila stavba přehrady na řece Colorado v roce 1907. Nicméně voda do Salton Sea přitéká i v současnosti.